# أركاتا (كاليفورنيا)
أركاتا (بالإنجليزية: Arcata) هي إحدى مدن مقاطعة هومبولدت، كاليفورنيا. تم إعطاءها لقب مدينة في 2 فبراير، 1858.

## التركيبة السكانية
حدّد مكتب تعداد الولايات المتحدة بيانات التركيبة السكانية لأركاتا في تعداد الولايات المتحدة. في ما يلي، التركيبة السكانية حسب تعدادي 2000 و2010.

### تعداد عام 2000
بلغ عدد سكان أركاتا 16,651 نسمة بحسب تعداد عام 2000، وبلغ عدد الأسر 7,051 أسرة وعدد العائلات 2,815 عائلة مقيمة في المدينة. في حين سجلت الكثافة السكانية 562 نسمة لكل كيلومتر مربع (1,455.6/ميل2). وبلغ عدد الوحدات السكنية 7,272 وحدة بمتوسط كثافة قدره 245.4 لكل كيلومتر مربع (635.6/ميل2).
وتوزع التركيب العرقي للمدينة بنسبة 84.51% من البيض و1.56% من الأمريكيين الأفارقة و2.65% من الأمريكيين الأصليين و2.27% من الأمريكيين ذوي الأصول الآسيوية و0.20% من سكان جزر المحيط الهادئ و3.49% من الأعراق الأخرى و5.31% من عرقين مختلطين أو أكثر و7.22% من الهسبانيون أو اللاتينيون من أي عرق.
بلغ عدد الأسر 7,051 أسرة كانت نسبة 21.6% منها لديها أطفال تحت سن الثامنة عشر تعيش معهم، وبلغت نسبة الأزواج القاطنين مع بعضهم البعض 25.9% من أصل المجموع الكلي للأسر، ونسبة 10.4% من الأسر كان لديها معيلات من الإناث دون وجود شريك، بينما كانت نسبة 3.7% من الأسر لديها معيلون من الذكور دون وجود شريكة وكانت نسبة 60.1% من غير العائلات. تألفت نسبة 34.8% من أصل جميع الأسر من عدة أفراد يعيشون في نفس المنزل ونسبة 7.1% كانت تتألف من شخص يعيش بمفرده يبلغ من العمر 65 عاماً أو أكثر. وبلغ متوسط حجم الأسرة المعيشية 2.16، أما متوسط حجم العائلات فبلغ 2.81.
بلغ العمر الوسطي للسكان 25.8 عاماً. وكانت نسبة 15.1% من القاطنين تحت سن الثامنة عشر، وكانت نسبة 24.9% بين الثامنة عشر والرابعة والعشرين عاماً، ونسبة 27.2% كانت واقعةً في الفئة العمرية ما بين الخامسة والعشرين والرابعة والأربعين عاماً، ونسبة 15.7% كانت ما بين الخامسة والأربعين والرابعة والستين، ونسبة 8.5% كانت ضمن فئة الخامسة والستين عاماً فما فوق. يوجد لكل 100 أنثى 100.7 ذكر، ويوجد لكل 100 أنثى في الثامنة عشر من عمرها فما فوق 98.8 ذكر.
بلغ متوسط دخل الأسرة في المدينة 22,315 دولارًا، أما متوسط دخل العائلة فبلغ 36,716 دولارًا. وكان متوسط دخل الذكور 26,577 دولارًا مقابل 24,358 دولارًا للإناث. وسجل دخل الفرد الخاص بالمدينة 15,531 دولارًا. وكانت نسبة 14.3% من العائلات ونسبة 32.2% من السكان تحت خط الفقر، وكان من هؤلاء نسبة 23.7% تحت سن الثامنة عشر ونسبة 6% في الخامسة والستين من العمر وما فوق.

### تعداد عام 2010
بلغ عدد سكان أركاتا 17,231 نسمة بحسب تعداد عام 2010، وبلغ عدد الأسر 7,381 أسرة وعدد العائلات 2,625 عائلة مقيمة في المدينة. في حين سجلت الكثافة السكانية 581.5 نسمة لكل كيلومتر مربع (1,506.1/ميل2). وبلغ عدد الوحدات السكنية 7,722 وحدة بمتوسط كثافة قدره 260.6 لكل كيلومتر مربع (675.0/ميل2).
وتوزع التركيب العرقي للمدينة بنسبة 81.79% من البيض و2.04% من الأمريكيين الأفارقة و2.28% من الأمريكيين الأصليين و2.63% من الأمريكيين ذوي الأصول الآسيوية و0.20% من سكان جزر المحيط الهادئ و4.46% من الأعراق الأخرى و6.59% من عرقين مختلطين أو أكثر و11.61% من الهسبانيون أو اللاتينيون من أي عرق.
بلغ عدد الأسر 7,381 أسرة كانت نسبة 17.3% منها لديها أطفال تحت سن الثامنة عشر تعيش معهم، وبلغت نسبة الأزواج القاطنين مع بعضهم البعض 22.4% من أصل المجموع الكلي للأسر، ونسبة 8.8% من الأسر كان لديها معيلات من الإناث دون وجود شريك، بينما كانت نسبة 4.4% من الأسر لديها معيلون من الذكور دون وجود شريكة وكانت نسبة 64.4% من غير العائلات. تألفت نسبة 37% من أصل جميع الأسر من عدة أفراد يعيشون في نفس المنزل ونسبة 7.1% كانت تتألف من شخص يعيش بمفرده يبلغ من العمر 65 عاماً أو أكثر. وبلغ متوسط حجم الأسرة المعيشية 2.10، أما متوسط حجم العائلات فبلغ 2.73.
بلغ العمر الوسطي للسكان 26.1 عاماً. وكانت نسبة 12.6% من القاطنين تحت سن الثامنة عشر، وكانت نسبة 34.2% بين الثامنة عشر والرابعة والعشرين عاماً، ونسبة 26.8% كانت واقعةً في الفئة العمرية ما بين الخامسة والعشرين والرابعة والأربعين عاماً، ونسبة 18.3% كانت ما بين الخامسة والأربعين والرابعة والستين، ونسبة 8.2% كانت ضمن فئة الخامسة والستين عاماً فما فوق. وتوزع التركيب الجنسي للسكان بنسبة 49.8% ذكور و50.2% إناث.

## المناخ
يظهر الجدول التالي التغييرات المناخية على مدار السنة لأركاتا:
| البيانات المناخية لـأركاتا        | البيانات المناخية لـأركاتا | البيانات المناخية لـأركاتا | البيانات المناخية لـأركاتا | البيانات المناخية لـأركاتا | البيانات المناخية لـأركاتا | البيانات المناخية لـأركاتا | البيانات المناخية لـأركاتا | البيانات المناخية لـأركاتا | البيانات المناخية لـأركاتا | البيانات المناخية لـأركاتا | البيانات المناخية لـأركاتا | البيانات المناخية لـأركاتا | البيانات المناخية لـأركاتا |
| الشهر                             | يناير                      | فبراير                     | مارس                       | أبريل                      | مايو                       | يونيو                      | يوليو                      | أغسطس                      | سبتمبر                     | أكتوبر                     | نوفمبر                     | ديسمبر                     | المعدل السنوي              |
| --------------------------------- | -------------------------- | -------------------------- | -------------------------- | -------------------------- | -------------------------- | -------------------------- | -------------------------- | -------------------------- | -------------------------- | -------------------------- | -------------------------- | -------------------------- | -------------------------- |
| متوسط درجة الحرارة الكبرى °ف (°م) | 53 (12)                    | 54 (12)                    | 54 (12)                    | 55 (13)                    | 57 (14)                    | 60 (16)                    | 60 (16)                    | 61 (16)                    | 62 (17)                    | 60 (16)                    | 57 (14)                    | 55 (13)                    | 57 (14)                    |
| متوسط درجة الحرارة الصغرى °ف (°م) | 42 (6)                     | 42 (6)                     | 42 (6)                     | 44 (7)                     | 48 (9)                     | 51 (11)                    | 52 (11)                    | 52 (11)                    | 51 (11)                    | 48 (9)                     | 45 (7)                     | 43 (6)                     | 47 (8)                     |
| الهطول إنش (مم)                   | 8.6 (220)                  | 6.3 (160)                  | 5.3 (130)                  | 2.5 (64)                   | 2.3 (58)                   | 0.9 (23)                   | 0.1 (2.5)                  | 0.2 (5.1)                  | 0.8 (20)                   | 3.5 (89)                   | 4.9 (120)                  | 6.7 (170)                  | 42.1 (1٬061٫6)             |
| المصدر: Weatherbase               |                            |                            |                            |                            |                            |                            |                            |                            |                            |                            |                            |                            |                            |

## أعلام
- ناعومي لانغ
- جيري جوزيف
- أماندا لونكار
- كريستا جونسون
- كريستوفر باكلي
- غريغ ستافورد